# Megastar Veículos

Emblem der Marke Emme

Megastar Veículos Ltda. war ein brasilianischer Hersteller von Automobilen.

## Unternehmensgeschichte
Das Unternehmen aus Pindamonhangaba begann 1995 mit Hilfe von Lotus Cars mit der Entwicklung eines Automobils. 1997 begann die Produktion. Der Markenname lautete Emme. 1999 endete die Produktion. 2000 ging das Unternehmen in die Insolvenz. Das Ziel, eine Tagesproduktion von 50 Fahrzeugen zu erreichen, wurde klar verfehlt. Insgesamt entstanden 15 Fahrzeuge.

## Fahrzeuge
Das einzige Modell war eine viertürige Limousine. Die Basis bildete ein Rohrrahmen aus Stahl. Vorgesehen waren drei verschiedene Vierzylindermotoren. Im 420 leistete der Motor aus 2000 cm³ Hubraum 148 PS, im 420 T aus dem gleichen Hubraum mit Hilfe eines Turboladers 200 PS und im 422 T aus 2200 cm³ Hubraum 264 PS.
Die Fahrzeuge waren bei 276 cm Radstand 462 cm lang, 180 cm breit und 140 cm hoch. Das Leergewicht war mit 1591 kg angegeben.
Außerdem stellte das Unternehmen Motorroller her.